# Peče celá země (3. řada)
Třetí řada pořadu Peče celá země měla premiéru na programu ČT1 veřejnoprávní České televize 6. ledna 2024. Moderátory pořadu zůstali Václav Kopta a Tereza Bebarová, porotu opět tvořili Josef Maršálek a Michaela Landová. Vítězem se stal Vojtěch Vrtiška, který kromě titulu získal finanční odměnu 100 000 korun a poukaz v totožné hodnotě na produkty společnosti ETA, sponzora pořadu.

## Soutěžící
Soutěže se účastnilo 12 amatérských pekařů:
| Soutěžíci            | Věk    | Povolání                      | Bydliště            | Výsledek    |
| -------------------- | ------ | ----------------------------- | ------------------- | ----------- |
| Vojtěch Vrtiška      | 21 let | student                       | Praha               | 1. místo    |
| Roman Klumpar        | 47 let | obchodník                     | Praha               | Finalista   |
| Tereza Olbrichtová   | 36 let | manažerka                     | Plzeň               | Finalistka  |
| Klára Mahdal         | 24 let | referentka                    | Petrovice u Karviné | 4.–5. místo |
| Kristýna Vašíčková   | 29 let | realizace veřejných interiérů | Vyškov              | 4.–5. místo |
| Zuzana Andrášová     | 24 let | ergoterapeutka                | Žitenice            | 6. místo    |
| Martin Šlenc         | 40 let | lektor                        | Praha               | 7. místo    |
| Sylvie Schelingerová | 29 let | flétnistka, učitelka          | Praha               | 8. místo    |
| Antonín Vízner       | 16 let | student                       | Hradec Králové      | 9. místo    |
| Iveta Ferusová       | 57 let | učitelka                      | Praha               | 10. místo   |
| Martina Dulanská     | 53 let | vychovatelka                  | Pustá Polom         | 11. místo   |
| Lenka Látková        | 36 let | finanční analytička           | Brno                | 12. místo   |

## Výsledky
| Soutěžící | Epizody | Epizody | Epizody | Epizody | Epizody | Epizody | Epizody | Epizody | Epizody | Epizody |
| Soutěžící | 1       | 2       | 3       | 4       | 5       | 6       | 7       | 8       | 9       | 10      |
| --------- | ------- | ------- | ------- | ------- | ------- | ------- | ------- | ------- | ------- | ------- |
| Vojtěch   | PT      |         |         | PT      |         |         |         | PT      |         |         |
| Roman     |         |         |         |         |         |         | PT      |         | PT      |         |
| Tereza    |         |         | PT      |         |         |         |         |         |         |         |
| Klára     |         |         |         |         |         |         |         |         | X       |         |
| Kristýna  |         |         |         |         |         | PT      |         |         | X       |         |
| Zuzana    |         |         |         |         | PT      |         | X       |         |         |         |
| Martin    |         |         |         |         |         | X       |         |         |         |         |
| Sylvie    |         | PT      |         |         | X       |         |         |         |         |         |
| Antonín   |         |         |         | X       |         |         |         |         |         |         |
| Iveta     |         |         | X       |         |         |         |         |         |         |         |
| Martina   |         | X       |         |         |         |         |         |         |         |         |
| Lenka     | X       |         |         |         |         |         |         |         |         |         |

| Legenda |                                                             |   |                        |    |             |       |           |
|         | soutěžící patřil mezi nejlepší, ale nestal se pekařem týdne |   | postup do dalšího kola | PT | pekař týdne |       | finalisté |
|         | soutěžící byl v ohrožení, ale nebyl vyřazen                 | X | vyřazení ze soutěže    |    | vítěz       | vítěz | vítěz     |

## Epizody
|  | pekař/ka týdne |  | vyřazení ze soutěže |  | vítěz |

### Epizoda 1
V osobní výzvě dostali soutěžící za úkol upéct během 1,5 hodiny sladký chlebíček. V technické výzvě, pro kterou připravila recept Michaela, museli během 1,5 hodiny připravit 9 plněných kokosek. Tématem kreativní výzvy byl dort s linií zlomu o minimální výšce 15 cm, na jehož přípravu dostali soutěžící 3,5 hodiny.
| Soutěžící | Osobní výzva (sladký chlebíček)       | Technická výzva (plněné kokosky) | Kreativní výzva (dort s linií zlomu) |
| --------- | ------------------------------------- | -------------------------------- | ------------------------------------ |
| Antonín   | makový s citronem                     | 3.                               | s pařížskou šlehačkou                |
| Iveta     | mandlový                              | 8.                               | jahodový                             |
| Klára     | čokoládovo-lískooříškový šachovnicový | 11.                              | čokoládovo-višňový                   |
| Kristýna  | veganský                              | 5.                               | red velvet                           |
| Lenka     | z vlašských ořechů s meruňkami        | 9.                               | maracujový                           |
| Martin    | pomerančový s brusinkami              | 10.                              | hruškový                             |
| Martina   | pomerančový                           | 12.                              | čokoládová zeď                       |
| Roman     | kváskový                              | 2.                               | pistáciový                           |
| Sylvie    | citronový s borůvkami                 | 1.                               | jahodovo-bazalkový                   |
| Tereza    | pistáciový s grepem                   | 7.                               | borůvkový gin tonic                  |
| Vojtěch   | makový s bergamotem                   | 6.                               | trnky a vanilka                      |
| Zuzana    | banánovo-karamelový                   | 4.                               | citronový s bazalkou a borůvkami     |

### Epizoda 2
V osobní výzvě dostali soutěžící za úkol připravit za 2 hodiny slaný dort pouze se zeleninovou dekorací. V technické výzvě, pro kterou připravil recept Josef, museli během 1 hodiny upéct 9 mechových cupcaků. Tématem kreativní výzvy byl bread art, na který soutěžící dostali 2,5 hodiny.
| Soutěžící | Osobní výzva (slaný dort)                                                   | Technická výzva (mechové cupcaky) | Kreativní výzva (bread art)  |
| --------- | --------------------------------------------------------------------------- | --------------------------------- | ---------------------------- |
| Antonín   | palačinkový s koprovým krémem a špenátovou náplní                           | 9.                                | chlebový sněhulák            |
| Iveta     | bylinkový se žervé a olivami                                                | 11.                               | škvarkový                    |
| Klára     | s brynzovým krémem, sušenými rajčaty a pestem                               | 7.                                | slunečnicový                 |
| Kristýna  | toustový korpus se špenátem, vajíčkovou a česnekovou pomazánkou             | 3.                                | pull apart bread             |
| Martin    | sushi dort s rýží, tuňákem a avokádem                                       | 8.                                | se záparou z lněného semínka |
| Martina   | cannoli s hráškovou náplní, lilkovým tatarákem a fenyklovou náplní          | 5.                                | švestkový a brusinkový       |
| Roman     | s nivou, tvarohem a šunkovou náplní                                         | 10.                               | se sušenými rajčaty          |
| Sylvie    | věnec z odpalovaného těsta s vajíčkou a lososovou pěnou a řepnou pomazánkou | 4.                                | kakaový                      |
| Tereza    | italský cheesecake se smetanovým krémem                                     | 1.                                | dětský                       |
| Vojtěch   | mrkvový dort s krémem z pečeného česneku                                    | 2.                                | fougasse                     |
| Zuzana    | sushi dort s černou a bílou rýží, omeletou tamago a zeleninovým vkladem     | 6.                                | pšenično-žitný               |

### Epizoda 3
V osobní výzvě dostali soutěžící za úkol upéct během 2 hodin sladký a slaný závin, přičemž alespoň jeden z nich musel být z kynutého těsta. V technické výzvě, pro kterou připravila recept Michaela, museli během 1,5 hodiny připravit 14 pražských koulí a naskládat je do tvaru pyramidy. Tématem kreativní výzvy bylo pečení dortu z perníkového těsta zdobeného jedlou krajkou, na což dostali soutěžící 3 hodiny.
| Soutěžící | Osobní výzva (sladký a slaný závin)                                                                     | Technická výzva (pražské koule) | Kreativní výzva (perníkový dort zdobený krajkou)                                               |
| --------- | --- | ------------------------------- | ---------------------------------------------------------------------------------------------- |
| Antonín   | čokoládovo-makový se slaninou, žampiony a čedarem                                                       | 8.                              | krém z mascarpone, malinový vklad, máslový krém, pomerančový rozvar                            |
| Iveta     | makový houbový                                                                                          | 9.                              | ořechy a rybízová marmeláda, krém z mascarpone, čokoládové květiny                             |
| Klára     | hruškovo-karamelový s kakaem a whisky s kozím sýrem a cibulovou marmeládou                              | 1.                              | rumové švestky, čokoládová ganáž, smetanový a bílkovo-máslový krém                             |
| Kristýna  | oříškovo-skořicový veganský s cibulovým chutney                                                         | 5.                              | švestkovo-skořicová náplň, vanilkový krém, máslovo-bílkový krém                                |
| Martin    | hruškový s gorgonzolou s ricottou, pancettou a parmezánem                                               | 10.                             | povidlová náplň s anýzem, bílkovo-máslový obmaz, lisovaná krajka                               |
| Roman     | makový se švestkami se slaninou, klobásou a zelím                                                       | 7.                              | korpus s jablky a ořechy, čokoládová ganache, švestková a mascarpone náplň, bílková poleva     |
| Sylvie    | s mákem, višněmi a karamelizovanými ořechy listový s lososem a pórkem                                   | 4.                              | korpus s jablečným pyré, ořechový a máslový krém, marcipán                                     |
| Tereza    | s vlašskými ořechy a skořicovou pastou s bramborovou kaší a červeným zelím                              | 2.                              | švestkový plátek a želé, smetanový krém, čokoládová krajka a skořicový motiv                   |
| Vojtěch   | tažený s broskvemi a limetkovým crème fraîche s pošírovanými hruškami v portském, roquefortem a kachnou | 3.                              | s meruňkami, mangem a tequilou, čokoládový krém s chilli, čokoládová krajka                    |
| Zuzana    | višňový s mákem z listového těsta špenátový s kozím sýrem a ořechy                                      | 9.                              | náplň z jablečného kompotu a krému mascarpone, bílkovo-máslový krém s rumem, cibuláková krajka |

### Epizoda 4
V osobní výzvě dostali soutěžící za úkol připravit během 2 hodin 15 skleničkových dezertů –⁠⁠⁠⁠⁠ 3 druhy po 5 kusech, přičemž jeden druh musel být bez lepku, druhý bez laktózy a třetí bez lepku i laktózy. V technické výzvě, pro kterou připravil recept Josef, museli během 45 minut připravit 6 kusů dezertu crème brûlée. Tématem kreativní výzvy byl jelly cake, kdy minimálně 50 % dortu muselo tvořit želé. Na přípravu dostali soutěžící 3 hodiny.
| Soutěžící | Osobní výzva (skleničkové dezerty)                                                                              | Technická výzva (crème brûlée) | Kreativní výzva (jelly cake) |
| --------- | --- | ------------------------------ | ---------------------------- |
| Antonín   | čokoládová sklenička cheesecake lesní plody exotické skleničky                                                  | 1.                             | vitráž                       |
| Klára     | káva piňa colada jahody a prosecco                                                                              | 7.                             | mangový                      |
| Kristýna  | fík a malina jahoda a bazalka hruška a lískový ořech                                                            | 5.                             | vesmírný                     |
| Martin    | čokoládová pěna s jahodami a rybízem kokosová chia s mangem panna cotta                                         | 2.                             | jelly island cake            |
| Roman     | malinový Míša jahodová panna cotta chia pudink s mangem                                                         | 9.                             | květinový                    |
| Sylvie    | černý rybíz s perníkovou drobenkou čokoládová pěna kokosová panna cotta s ananasem, yuzu a kardamomem           | 6.                             | květinový                    |
| Tereza    | irská káva jahodové mojito Piña Colada                                                                          | 4.                             | želé těžítko                 |
| Vojtěch   | Mont Blanc švestkový knedlík kaviár                                                                             | 3.                             | útes Piña Colada             |
| Zuzana    | čokoládové verrines s granátovým jablkem pistáciová panna cotta s jahodovým tatarákem rýžový pudink s meruňkami | 8.                             | bubble jelly cake            |

### Epizoda 5
V osobní výzvě dostali soutěžící za úkol připravit během 1,5 hodiny 12 punčových řezů. V technické výzvě, pro kterou připravila recept Michaela, museli během 1,5 hodin upéct brněnský točený dort. Tématem kreativní výzvy byla příprava dortu s překvapením, kdy součástí dezertu musely být dvě krabičky a překvapení uvnitř, na což dostali soutěžící 4 hodiny.
| Soutěžící | Osobní výzva (punčový řez)      | Technická výzva (brněnský točený dort) | Kreativní výzva (krabičky s překvapením)  |
| --------- | ------------------------------- | -------------------------------------- | ----------------------------------------- |
| Klára     | hruškové s karamelovou ganáží   | 3.                                     | kakaovo-kokosová a brownies cupcake       |
| Kristýna  | s malinovým a mangovým sirupem  | 7.                                     | perníková a pomerančová                   |
| Martin    | s červeným a žlutým rozvarem    | 4.                                     | pralinková s chobotnicí                   |
| Roman     | s jahodovou a meruňkovou šťávou | 5.                                     | medová                                    |
| Sylvie    | mango-yuzu-malina               | 6.                                     | perníková s čokoládovým dortíkem          |
| Tereza    | Mai Tai                         | 8.                                     | maková, ořechová, pistáciová              |
| Vojtěch   | sangria                         | 1.                                     | s pekanovým krémem a jablky v karamelu    |
| Zuzana    | s mandarinkou a maracujou       | 2.                                     | mandlová s meruňkami a kakaová s knoflíky |

### Epizoda 6
V osobní výzvě dostali soutěžící za úkol upéct number cake, a to za 1,5 hodiny. V technické výzvě, pro kterou připravil recept Josef, museli během 1,5 hodiny upéct čokoládový dort s malinami a ptačím mlékem ve tvaru srdce. Tématem kreativní výzvy byly butikové dortíky – každý soutěžící musel připravit pět druhů po čtyřech kusech. Na splnění úkolu dostali soutěžící 4 hodiny.
| Soutěžící | Osobní výzva (number cake)                  | Technická výzva (malinový dort s ptačím mlékem) | Kreativní výzva (butikové dortíky) |
| --------- | ------------------------------------------- | ----------------------------------------------- | --- |
| Klára     | tiramisu (57)                               | 2.                                              | borůvkové polokoule čokoládové mini Pavlova malinovopistáciové dortíky maracuja řezy dortíky z tonka fazolí                                |
| Kristýna  | makový (89)                                 | 3.                                              | malinové tartaletky praliné hrušky pistáciové fashion éclairs čokodortíky s jahodou Paris-Brest                                            |
| Martin    | čokoládovomalinový (40)                     | 4.                                              | opera řezy nanuky v ruby čokoládě čokoládová kolečka kokosovomandlové choux ovocný salátek                                                 |
| Roman     | s jahodami a smetanovým krémem (25)         | 5.                                              | tiramisu dortíky mango cheesecaky jahodové dortíky čokoládové dortíky éclairky                                                             |
| Tereza    | s fíky, karamelem a pekanovým praliné (45)  | 6.                                              | olympijské kruhy: Evropa – cheesecaky Austrálie – kiwi Pavlova Amerika – kávové roládky Afrika – maracujové choux Asie – švestkové dortíky |
| Vojtěch   | s granátovým jablkem (69)                   | 7.                                              | ovesné cheescaky s ostružinami Mozartkugeln canelé s černým čajem schwarzwaldské dortíky baba au mojito                                    |
| Zuzana    | s pečenými povidly a skořicovým krémem (13) | 1.                                              | karamelové tartaletky mini Pavlova čokomousse s maracujou meruňkové baba au rhum pistáciové roládky                                        |

### Epizoda 7
V osobní výzvě dostali soutěžící za úkol upéct během 1,5 hodiny 12 donutů, a to buď 2 druhy po 6 kusech, nebo 3 druhy po 4 kusech. V technické výzvě, pro kterou připravila recept Michaela, museli během 1,5 hodin připravit 6 kusů louhovaného pečiva – 2 preclíky, 2 bagely a 2 srdce. Tématem kreativní výzvy bylo vytvoření věže z éclairek o minimální výšce 50 centimetrů, na splnění úkolu dostali soutěžící 4 hodiny.
| Soutěžící | Osobní výzva (donuty)                                                              | Technická výzva (louhované pečivo) | Kreativní výzva (piece montée d'éclairs)                                                          |
| --------- | ---------------------------------------------------------------------------------- | ---------------------------------- | ------------------------------------------------------------------------------------------------- |
| Klára     | borůvkové s bílou čokoládou s krémem z vaječného likéru                            | 3.                                 | malinový krém s růží, kokosový krém s limetkou                                                    |
| Kristýna  | s jablečnými povidly s lískooříškovým praliné s příchutí vanilky a arónie          | 5.                                 | pistáciové éclairs, éclairs s čoko pěnou a malinovým gelem, meruňkovomaracujové éclairs           |
| Roman     | vanilkové s malinovým pyré pomerančové s mascarpone pistáciové                     | 1.                                 | karamelová omáčka, malinové coulies, vanilkový krém                                               |
| Tereza    | citronové s náplní lemon curd pistáciové s malinovým krémem čokoládové s karamelem | 2.                                 | křupavé těsto, nougatine těsto, citronové, pistáciové, malinové a mascarpone krémy                |
| Vojtěch   | bazalka & maliny pomeranč s Grand Marnier & hořká čokoláda                         | 4.                                 | krém prosecco, ruby poleva, jahodový krém, gold poleva                                            |
| Zuzana    | s vanilkovou náplní crème brûlée s náplní lemon curd                               | 6.                                 | pekanový krém, čokoládová poleva, karamelizované pekanové ořechy, žloutkový krém, malinová poleva |

### Epizoda 8
V osobní výzvě dostali soutěžící za úkol připravit během 2,5 hodiny 5 druhů vánočního cukroví po 15 kusech. V technické výzvě soutěžící připravovali tartaletku ukrytou pod polokoulí z cukru, a to tak, že postupovali podle pokynů Josefa, který tento dezert připravoval před nimi. Tématem kreativní výzvy byl dort ve tvaru chlupatého medvídka, na jehož přípravu dostali soutěžící 4 hodiny.
Vůbec poprvé porota nevyloučila žádného soutěžícího.
| Soutěžící | Osobní výzva (vánoční cukroví) | Technická výzva (valentýnský tart) | Kreativní výzva (medvídek chlupáč)                                                                                               |
| --------- | --- | ---------------------------------- | --- |
| Klára     | moravské perníčky kolečka s pařížským krémem smažené vanilkové hvězdičky čokoládové lanýže s proseccem pistáciové trubičky                                                                                    | 5.                                 | kakaový korpus čokoládový krém malinový rozvar meruňkové želé bílkovomáslový krém                                                |
| Kristýna  | pistáciová kolečka s ostružinou a jedlými květy čokoládové truffles s příchutí perníku košíčky se skořicí a pomerančem pralinky s lískooříškovým krémem malinové úly                                          | 4.                                 | čokoládový korpus se skořicí čokoládovoskořicový krém máslovobílkový krém se skořicí ganáž a banány                              |
| Roman     | vanilkové rohlíčky ořechové dortíčky medovníkové kuličky citronové stromečky pracny | 3.                                 | piškotový korpus vanilkový krém broskvová náplň                                                                                  |
| Tereza    | ořechové kytičky ořechy kávová zrna citronová kolečka pistáciové rohlíčky | 2.                                 | banánový korpus máslový malinový krém smetanový a čokoládový krém malinový sirup sněhové špagety, lízátka, čokoring a čokopoklop |
| Vojtěch   | linecká kolečka s pistáciemi a meringue stromečky s příchutí citronu a jehličí tonka dortíčky s likérovým krémem a hořkou čokoládou mandlové ořechy s liči, růží a ruby čokoládou starovodské kořeněné pracny | 1.                                 | korpus balsamico red velvet čokoládová ganáž s kouřovou solí jahodovoibiškový gel                                                |

### Epizoda 9
Tématem osobní výzvy byl pie art, na úkol dostali soutěžící 2 hodiny. V technické výzvě, pro kterou připravila recept Michaela, museli během 1,5 hodiny připravit muzikál řezy zdobené notami. Tématem kreativní výzvy byla příprava uměleckého dortu, kdy soutěžící přenesli na dort podobu obrazu, který si vybrali. Na přípravu dostali 3 hodiny.
V semifinálové epizodě byli vyřazeni dva soutěžící.
| Soutěžící | Osobní výzva (pie art)                                                | Technická výzva (řezy muzikář) | Kreativní výzva (dort ve výtvarném stylu) |
| --------- | --------------------------------------------------------------------- | ------------------------------ | ----------------------------------------- |
| Klára     | medvědí s dýňovou a tvarohovou směsí                                  | 5.                             | Velká vlna u Kanawagy od Kacušiky         |
| Kristýna  | vanilkové těsto, maracujová náplň a želé                              | 3.                             | Kominík a sněhulák od Štyrského           |
| Roman     | jablečný s mřížkou                                                    | 1.                             | Busta ženy od Picassa                     |
| Tereza    | kočičí s karamelovými višněmi, pekanovým praliné a čokoládovou náplní | 4.                             | Dívka s balónkem od Banksyho              |
| Vojtěch   | s krémem z pistácií a čajem matcha                                    | 2.                             | Imprese od Moneta                         |

### Epizoda 10
V osobní výzvě dostali soutěžící za úkol připravit během 2 hodin zmrzlinový kornout, zmrzlinový sendvič a nanuk na dřívku, od každého druhu čtyři kusy. V technické výzvě, pro kterou připravil recept Josef, museli během 2 hodin upéct St. Honoré na čtvercovém základu. Tématem kreativní výzvy byla příprava rautového party stolku s obsahem v jednotném stylu. Jeho dominantou měla být Pavlova nebo Croquembouche, kterou mělo doplnit minimálně pět dalších druhů sladkostí a pět litrů domácí limonády. Na výrobu dostali 4,5 hodiny.
| Soutěžící | Osobní výzva (zmrzlina, nanuk a zmrzlinový sendvič)                                                       | Technická výzva (St. Honoré) | Kreativní výzva (tematický party stolek) |
| --------- | --- | ---------------------------- | --- |
| Roman     | pistáciová zmrzlina borůvkový nanuk s limetkou sendvič s vanilkovou zmrzlinou                             | 3.                           | dort Pavlova malinové koláčky jahodové mini charlottky éclairs s vanilkovým krémem jahodový nepečený dezert kynuté koláče s tvarohem a s rybízem ovocný čaj                                                                                      |
| Tereza    | fúze s karamelem a liči exotické nanuky česká klasika se švestkami                                        | 1.                           | borůvkovohruškový dort ořechové tartaletky choux s borůvkami borůvková srdíčka skořicové makronky čokoládová a isomaltová lízátka borůvkovolevandulová limonáda                                                                                  |
| Vojtěch   | zmrzlina z černé limetky arašídovobanánové nanuky s gold čokoládou Nan Khatai s mangovomaracujovým krémem | 2.                           | Pavlova s rebarborou a růžovým vínem fialkové indiánky madlenky s levandulí a pomerančem marshmallows s ginem, limetkou a okurkou pistáciové financiers s koriandrem a mučenkou borůvkové cookies s limoncellem a tymiánem rosé limonáda s mátou |

## Sledovanost
| P      | Datum premiéry  | Sledovanost | Sledovanost    | Sledovanost    | Sledovanost    | Sledovanost |
| P      | Datum premiéry  | 15+         | Podíl dle věku | Podíl dle věku | Podíl dle věku | Zdroj       |
| P      | Datum premiéry  | 15+         | 15+            | 15–54          | 18–69          | Zdroj       |
| ------ | --------------- | ----------- | -------------- | -------------- | -------------- | ----------- |
| 1.     | 6. ledna 2024   | 1 082 000   | 28,4 %         | 30,5 %         | 28,6 %         | [ 5 ]       |
| 2.     | 13. ledna 2024  | 1 144 000   | 31,5 %         | 31,7 %         | 30,3 %         | [ 6 ]       |
| 3.     | 20. ledna 2024  | 1 082 000   | 29,7 %         | 32,7 %         | 29,3 %         | [ 7 ]       |
| 4.     | 27. ledna 2024  | 1 152 000   | 31,6 %         | 32,8 %         | 30,8 %         | [ 8 ]       |
| 5.     | 3. února 2024   | 1 175 000   | 32,3 %         | 34,0 %         | 31,4 %         | [ 9 ]       |
| 6.     | 10. února 2024  | 1 182 000   | 32,9 %         | 35,4 %         | 32,5 %         | [ 10 ]      |
| 7.     | 17. února 2024  | 1 264 000   | 36,1 %         | 39,4 %         | 35,2 %         | [ 11 ]      |
| 8.     | 24. února 2024  | 1 126 000   | 32,4 %         | 32,2 %         | 30,0 %         | [ 12 ]      |
| 9.     | 2. března 2024  | 1 189 000   | 34,1 %         | 37,1 %         | 34,3 %         | [ 13 ]      |
| 10.    | 16. března 2024 | 1 222 000   | 34,9 %         | 36,8 %         | 33,1 %         | [ 14 ]      |
| Průměr | Průměr          | 1 161 800   | 32,4 %         | 34,3 %         | 31,6 %         |             |